# Mitisprocessen
Mitisprocessen är en gjutprocess som utvecklades på 1880-talet av den svenske metallurgen Gustaf Wittenström.
Gustaf Wittenström  började 1880 försök med att gjuta smidesjärn. Han utexperimenterade en användbar metod vid Ludvig Nobels verkstad i Sankt Petersburg i Ryssland. Han uppfann en oljeeldad smältugn för detta och kunde ställa ut gjutgods gjorda efter sin metod i Moskva 1882.
Namnet kommer från latinska "mitis", mjuk. Med mitisprocessen framställs smärre smidbart gjutgods genom smältning av gjutjärn i en patenterad oljedriven ugn med inblandning av en halv till en promille aluminium för att sänka metallegeringens smältpunkt. Den smälta metallen hälls i gjutklockor som är packade med en blandning av melass och mald bränd lera.
Edvard Faustman och Petter Östberg grundade Karlsviks gjuterier på Kungsholmen i Stockholm och började från 1885 tillverka gods med mitisgjutning enligt tillverkningsrättigheter som företaget köpt av Gustaf Wittenström, och i nära samarbete med denne.
Mitisgatan på Kungsholmen, som ligger på Karlsviks gjuteriers tidigare fabriksområde, har sitt namn efter mitisprocessen.